# شنبلیله آبی
شنبلیله آبی (نام علمی: Trigonella caerulea) نام یک گونه از سرده شنبلیله است.